# Тунґурауа
Ця стаття про вулкан. Про провінцію див. Тунґурауа (провінція).
Тунґура́уа (кечуа, ісп. Tungurahua, від кеч. tunguri — «горло» і rahua — «вогонь», тобто «вогняне горло») — діючий вулкан в Еквадорських Андах (хребет Кордильєра-Реаль), на території національного парку Санґай. За назвою вулкана названа і провінція Тунґурауа, на території якої він розташований. Абсолютна висота вулкана 5 023 м над рівнем моря. Вулкан активний починаючи з 1999 року (коли через загрозу від нього було тимчасово евакуйоване найближче місто Баньйос), із найбільшими виверженнями 16 серпня 2006 року і 6 лютого 2008 року.